# Forshaga (đô thị)
Đô thị Forshaga (tiếng Thụy Điển: Forshaga kommun) là một đô thị ở hạt Värmland của Thụy Điển. Thủ phủ là thị xã Forshaga. Dân số thời điểm 31 tháng 12 năm 2000 là 11589 người.